# کیکپو سایت ۶ (کانزاس)
کیکپو سایت ۶ (به انگلیسی: Kickapoo Site 6) شهری در ایالت کانزاس کشور ایالات متحده آمریکا است که جمعیت آن در سرشماری سال ۲۰۱۰ میلادی، ۱۵ نفر بوده‌است.